# Савино, Эльвира
Эльвира Савино (итал. Elvira Savino, родилась 6 июня 1977 года в Кастеллана-Гротте) — итальянский политик, депутат Палаты депутатов Италии от партии «Вперёд, Италия».

## Биография
В 2003 году окончила университет в Бари, экономический факультет по специальности «политическая экономика». Повышение квалификации проходила в Коммерческой палате Бари, изучая бизнес-процессы, модели превосходства и этического лидерства. В Риме после дальнейшего образования получила степень магистра в области общественных отношений Европы. С 2004 года работала в различных международных компаниях, в том числе помощником проект-менеджера в обществе Business International группы Fazi Editore (обучала управлению). В 2005 году — сотрудница отдела связи и коммуникаций компании UDC. С января 2006 года — консультант телерадиокомпании RAI, занималась продвижением новых телеканалов, с мая 2006 года сотрудничала с редакторским проектом «Formiche».
29 апреля 2008 года по итогам парламентских выборов Эльвира Савино была избрана в Палату депутатов Италии от XXI избирательного округа Апулии по списку партии «Народ свободы». Переизбрана на выборах в 2013 году от той же партии. С 16 ноября 2013 года состоит в партии «Вперёд, Италия», образовавшейся после распада «Народа свободы».
В Парламенте Савино является секретарём XIV комиссии (по Европейскому союзу) с 21 июля 2015 года. Ранее работала в VI комиссии (по финансированию) и XII комиссии (по социальным вопросам).
Замужем с сентября 2008 года: шафером на свадьбе Эльвиры Савино был сам Сильвио Берлускони.